# گاونو ماته
گاونو ماته (انگلیسی: Gavino Matta; ۹ ژوئن ۱۹۱۰ – ۲۰ ژانویهٔ ۱۹۵۴) بوکسور اهل ایتالیا بود.